# Prowincja Centralna (Oman)
Prowincja Centralna (ar. محافظة الوسطى = Muhafazat Al-Wusta) – do 2011 prowincja (mintaka), od 2011 muhafaza (gubernatorstwo),  Omanu, druga co do wielkości, położona w centralnej części kraju, nad Morzem Arabskim od strony wschodniej. Graniczy z Arabią Saudyjską na zachodzie, Zufarem na południu, a od północy z Prowincją Południowo-Wschodnią, Prowincją Północno-Wschodnią, ad-Dachilijją i az-Zahirą.
Na zachodzie muhafazy znajduje się skraj pustyni Ar-Rab al-Chali; podstawą ekonomii są bogate złoża ropy i gazu ziemnego. W wilajecie Duqm założona została specjalna strefa ekonomiczna wokół portu, wyposażonego w suchy dok.
Al-Wusta (عمان الوسطى = Uman Al-Wusta) jest również krainą geograficzną w Omanie.
Według spisu powszechnego z 2003 roku liczba mieszkańców wynosiła 22 983; wzrosła do 42 111 osób według spisu  z 2010 roku wynosiła, a wedle informacji centrum statystyk Omanu, w 2016 roku gubernatorstwo zamieszkiwało 43 386 osób. 
W jego skład wchodzą 4 wilajety:
- Hajma
- Duqm
- Mahout
- Al Jazer